# José Vicente Egea Insa
José Vicente Egea Insa (Cocentaina, Alicante, 1961) is een hedendaags Spaans componist, muziekpedagoog en dirigent.

## Levensloop
Hij studeerde trompet, compositie, koor- en orkestdirectie aan het Conservatorio Superior de Música de San Sebastián. Met een studiebeurs voltooide hij zijn studies in orkestdirectie aan de Royal Academy of Music te Londen. Hij gradueerde als orkestdirigent ook aan de Manhattan School of Music in New York. Daar studeerde hij ook trompet, piano, viool, sociologie en hedendaagse compositietechnieken, elektroakoestica, muzikale informatica en filmmuziek.
Voor zijn composities kreeg hij talrijke prijzen en onderscheidingen, zoals premio "Fernando Remacha", IºPremio Internacional para masas corales de Tolosa, "Premio de Honor" del Conservatorio de San Sebastián, in 1991, 1884 en 1998 de Premio Amando Blanquer, I y II premio "Jóvenes Creadores" del Ayuntamiento de Madrid, Premio Internacional Gobierno de Navarra in 1992 tot 1998 en 2000, de Internationaler Preis für junge Komponisten te Leipzig, Duitsland, in 1995 en de Premio Joaquín Turina in 1998.
Zijn werken werden op nationale en internationale muziekfestivals uitgevoerd.
Tegenwoordig is hij dirigent van de Banda de Música Municipal Pamplonesa te Pamplona. Eveneens is hij gastprofessor aan de Escola de Altos Estudios Musicais de Galicia en professor aan het Conservatorio Superior de Música "Pablo Sarasate" de Navarra te Pamplona. Hij is ook chef van de Escuela Superior de Música Reina Sofía, Madrid.
Hij was ook chef-dirigent van het Orchestra Sinfónica Abruzzese de L'Aquila en gastdirigent van het Savaria Chamber Orchestra, het symfonieorkest en de symfonia van de Royal Academy of Music te Londen, het Orquesta "Pablo Sarasate" de Pamplona, het Orquesta Sinfónica de Euskadi, het Orquesta de la Comunidad de Madrid en de Real Filarmonía de Galicia.

## Composities

### Werken voor orkest
- 2000 Cobermorum
- Obertura baluarte

### Werken voor banda (harmonieorkest)
- 1998 Fernandín paso-doble
- 1998 Voro, marcha mora
- 1999 Almogàver Contestá, marcha cristiana
- 2000 El Camino, paso-doble
- 2005 Pere, marcha cristiana
- 2005 Catxorro, marcha mora
- 3 de febrero, paso-doble
- Al-Afem, marcha mora
- Al meu agüelo, paso-doble
- Als Xafigueiros, marcha mora
- Americanism
- Añoranzas de fiesta, paso-doble
- Beto, paso-doble
- Casa de Rosas, paso-doble
- Catarsis, marcha cristiana
- Celeste amanecer, paso-doble
- Cordón 95, marxa mora
- El Raspall, paso-doble
- Encarnita "La de Llusián", paso-doble
- Fanfarria para una ceremonia
- Franjo el sahorí, paso-doble
- Guy's Band, paso-doble
- Marfil, marcha cristiana
- Paco Carabassa, paso-doble
- Pic Negre, marcha mora
- Picadilly Circus, marcha cristiana
- Poema Sanférmico
- Poop 77, marcha cristiana
- Quico, marcha mora
- Rebombori, marcha cristiana
- Romualdo pardalet, paso-doble
- Sant Hipòlit, marcha processó
- Suite Céltica
- Timanfaya - Montañas de Fuego - (verplicht werk in de "Sección Primaria" tijdens het 118e Certamen Internacional de Bandas de Musica Ciudad de Valencia)
- Vicente y Estrella, paso-doble
- Vocación musical, paso-doble
- Wahabitas, marcia mora

### Werken voor koor
- Libera me, voor gemengd koor
- L'Atzur, voor gemengd koor

### Kamermuziek
- Cuarteto para Cuerdas Nº 1, voor strijkkwartet
- Moresca, voor fluit solo
- Rapsodia Burlada, voor viool en piano
- Spring Serenade, voor 13 blaasinstrumenten
- Tregua, voor strijkkwintet
- Wonder Brass, voor koperkwintet